# Atanas Komtschew
Atanas Komtschew (bulgarisch Атанас Комшев; * 23. Oktober 1959 in Dewetinzi; † 12. November 1994) war ein bulgarischer Ringer.

## Werdegang
Atanas Komtschew wuchs in seinem Geburtsort Dewetinzi auf. Mit zehn Jahren begann er mit dem Ringen. Als Jugendlicher gehörte er bereits zu den besten bulgarischen Ringern seiner Altersklasse. Mit 18 Jahren trat er in die bulgarische Volksarmee ein und kam zum zentralen Sportklub der Armee ZSKA Sofia. Er arbeitete im Laufe der Jahre mit vielen Trainern zusammen. Das Meiste hat er aber Stefan Angelow zu verdanken, der ihn zu Beginn seiner Laufbahn in die Weltspitze führte. Atanas wog als Erwachsener etwas über 90 kg und startete in der Halbschwergewichtsklasse. Er rang ausschließlich im griech.-römischen Stil. Als Armeeangehöriger konnte er sich voll und ganz dem Ringen widmen.
1978 gewann er die erste bulgarische Meisterschaft im Halbschwergewicht und 1979 wurde er bei den Balkan-Spielen erstmals international eingesetzt und belegte gleich den 2. Platz. Bei den Olympischen Spielen 1980 in Moskau kam er noch nicht zum Einsatz. Dort rang Stojan Iwanow für Bulgarien.
Bei den Europameisterschaften 1981 in Göteborg war er aber wieder mit dabei und gab dort auch eine gute Figur ab, wenn es mit dem fünften Platz auch noch zu keiner Medaille reichte. Er unterlag dem schwedischen Superstar Frank Andersson und dem Finnen Manni. Er bewies aber, dass künftig mit ihm zu rechnen ist.
Bei den Europameisterschaften 1982 im heimischen Warna gewann er seine erste internationale Medaille im Halbschwergewicht hinter Igor Kanygin aus der UdSSR und Frank Andersson, beides Ringer, mit denen er sich noch viele heiße Kämpfe liefern sollte. Bei der Weltmeisterschaft des gleichen Jahres in Katowice wurde er hinter Andersson, aber vor Kanygin zweiter Sieger.
1983 belegte Atanas Komtschew sowohl bei der Europameisterschaft in Budapest als auch bei der Weltmeisterschaft in Kiew den zweiten Platz. Beide Male verlor er im Finale gegen Igor Kanygin, an dem er noch nicht vorbeikam. Bei den Europameisterschaften 1984 in Jönköping gelang ihm dann erstmals ein Sieg über Kanygin. Der Gewinn des Europameistertitels war der Lohn. Wegen des Boykotts der Olympischen Spiele 1984 in Los Angeles durch die sozialistischen Staaten war ihm der Start bei diesen Spielen leider verbaut. Schade, dass Politik damals auf dem Rücken der Sportler ausgetragen wurde.
1985 wurde er nur bei den Weltmeisterschaften in Kolbotn/Norwegen eingesetzt. Er belegte den dritten Platz. Es gewann dort überraschenderweise ein neuer Mann, der US-Amerikaner Michael Houck.
1986 gelang ihm bei der Europameisterschaft in Athen wieder der Titelgewinn. Auf dem Weg dorthin besiegte er auch den deutschen Nachwuchsringer Roger Gries aus Mömbris-Königshofen. Im Finale lieferte der Österreicher Franz Pitschmann Komtschew einen beherzten Kampf und unterlag nur knapp nach Punkten. Bei der Weltmeisterschaft des gleichen Jahres in Budapest unterlag Atanas Komtschew im Finale überraschenderweise dem Newcomer Andrzej Malina aus Polen.
Bei der Europameisterschaft 1987 in Tampere hatte Atanas im Finale gegen den sowjetischen Sportler Wladimir Popow keine Chance, gegen den er auch bei der Weltmeisterschaft in Clermont-Ferrand unterlag.
Im Olympiajahr 1988 verzichtete er auf die Teilnahme an der Europameisterschaft, um sich gezielt auf die Olympischen Spiele in Seoul vorbereiten zu können. Eine Maßnahme, die sich lohnte, denn er besiegte in Seoul alle Gegner, auch Popow, und wurde Olympiasieger.
Nach dem Olympiasieg 1988 erging es ihm wie vielen anderen Ringern vor ihm auch, er gewann keine internationale Medaille mehr. Bei den Olympischen Spielen 1992 in Barcelona kam er, aufgerückt in das Schwergewicht, gar nur auf den 11. Platz.
Insgesamt war seine Laufbahn mit elf Medaillengewinnen bei den großen internationalen Meisterschaften aber sehr erfolgreich. Überstrahlt vom Olympiasieg 1988.
Die Ergebnisse aller internationalen Meisterschaften, an denen Atanas Komtschew teilnahm, sind in dem folgenden Abschnitt zu ersehen.

## Internationale Erfolge
(OS = Olympische Spiele, WM = Weltmeisterschaft, EM = Europameisterschaft, GR = griech.-römischer Stil, Hs = Halbschwergewicht, S = Schwergewicht, damals bis 90 kg bzw. 100 kg Körpergewicht)
- 1979, 2. Platz, Balkan Spiele in Jambol, GR, Hs, hinter Ilie Matei, Rumänien und vor Josef Tertelj, Jugoslawien;
- 1979, 4. Platz, Junioren-WM (Espoirs) in Haparanda, GR, Hs, hinter Waleri Iwanow, UdSSR, Christer Gulldén, Schweden und Grzegorz Wilczewski, Polen;
- 1981, 5. Platz, EM in Göteborg, GR, Hs, mit Siegen über Bogisław Dąbrowski, Polen und Uwe Sachs, BRD und Niederlagen gegen Frank Andersson, Schweden und Keijo Manni, Finnland;
- 1982, 3. Platz, EM in Warna, GR, Hs, hinter Igor Kanygin, UdSSR und Frank Andersson und vor Matei, Pozidis, Griechenland und Kopas, Jugoslawien;
- 1982, 2. Platz, WM in Katowice, GR, Hs, hinter Andersson und vor Kanygin, Matei, Jindřich Durčak, CSSR und Dąbrowski;
- 1983, 2. Platz, EM in Budapest, GR, Hs, hinter Kanygin und vor Matei, Norbert Növényi, Ungarn, Uwe Neupert, DDR und Bernhard Ban, Jugoslawien;
- 1983, 2. Platz, WM in Kiew, GR, Hs, hinter Kanygin und vor Növényi, Pozidis, Matei und Durčak;
- 1984, 1. Platz, EM in Jönköping, GR, Hs, mit Siegen über Uwe Sachs, Durčak, Jean-Francois Court, Belgien, Toni Hannula, Finnland, Matei und Kanygin;
- 1985, 3. Platz, WM in Kolbotn/Norwegen, GR, Hs, hinter Michael Houck, USA und Kanygin und vor Matei, Bogdan Merkiel, Polen und Andersson;
- 1985, 1. Platz, World-Super-Championship (inoffiziell), in Tokio, GR, Hs, vor Steve Fraser, USA und Toru Higashide, Japan;
- 1986, 1. Platz, EM in Athen, GR, Hs, vor Franz Pitschmann, Österreich, Matei, Chawas Mulajew, UdSSR, Georgios Pikilidis, Griechenland und Lajos Szegvári, Ungarn;
- 1986, 2. Platz, WM in Budapest, GR, Hs, hinter Andrzej Malina, Polen und vor Durčak, Yasutoshi Moriyama, Japan, Szegvári und Ban;
- 1987, 2. Platz, EM in Tampere, GR, Hs, hinter Wladimir Popow, UdSSR u. vor Harri Koskela, Finnland, Olaf Koschnitzke, DDR, Court und Matei;
- 1987, 3. Platz, WM in Clermont-Ferrand, GR, Hs, hinter Popow, Sándor Major, Ungarn und vor Koskela, Matei und Moriyama;
- 1987, 2. Platz, FILA-Grand-Prix in Budapest, GR, Hs, hinter Popow und vor Guillermo Cruz, Kuba;
- 1988, 4, Platz, FILA-Grand-Prix in Budapest, GR, Hs, hinter Péter Farkas und Sándor Major, beide Ungarn und Popow;
- 1988, Goldmedaille, OS in Seoul, GR, Hs, vor Koskela, Popow, Christer Gulldén, Schweden, Andreas Steinbach, BRD, Pitschmann und Koschnitzke;
- 1989, 10. Platz, WM in Martigny/Schweiz, GR, Hs, Sieger: Maik Bullmann, DDR vor Mike Foy, USA und Roger Gries, BRD;
- 1991, 4. Platz, WM in Rom, GR, S, hinter Héctor Milián, Kuba, Jörgen Olsson, Schweden und Sjarhej Dsjamjaschkewitsch, UdSSR und vor Major und Miloš Govedarica, Jugoslawien;
- 1992, 4. Platz, EM in Kopenhagen, GR, S, hinter Andrzej Wroński, Polen, Ibragim Tschawtschalow, GUS und Steinbach und vor Ion Ieremciuc, Rumänien und Helger Hallik, Estland;
- 1992, 11. Platz, Olympische Spiele in Barcelona, GR, S, Sieger: Milian vor Dennis Koslowski, USA, Dsjamjaschkewitsch, Wroński und Steinbach

## Bulgarische Meisterschaften
Atanas Komtschew gewann zehnmal die bulgarische Meisterschaft im Halbschwer- bzw. Schwergewicht.